# Franz Lenk
Franz Lenk (* 21. Juni 1898 in Langenbernsdorf; † 13. September 1968 in Schwäbisch Hall) war ein deutscher Künstler und ein Vertreter der Neuen Sachlichkeit.

## Leben
Nach einer Lehre der Dekorationsmalerei für ein halbes Jahr und als Lithograph von 1912 bis 1915 nahm Franz Lenk 1916 ein Malereistudium bei Richard Müller und Ludwig von Hofmann an der Dresdner Akademie auf. Lenk wurde dann zum Kriegsdienst im Ersten Weltkrieg eingezogen. Er führte nach dem Krieg seine Studien ab 1922 bei Richard Dreher, als Meisterschüler bei Ferdinand Dorsch und Max Feldbauer fort. 1924 bis 1925 studierte er bei Robert Sterl. Bereits ab 1922 hatte er ein eigenes Atelier in Dresden, das er 1925 nach Lausa verlegte.
Nach seiner Übersiedlung 1926 nach Berlin war Lenk 1928 Mitbegründer der Gruppe „Die Sieben“ mit Theo Champion, Adolf Dietrich, Hasso von Hugo, Alexander Kanoldt, Franz Radziwill und Georg Schrimpf. Lenk war Mitglied im Verband Berliner Künstler und im Deutschen Künstlerbund.
1933 wurde sein Sohn, der spätere Bildhauer Thomas Lenk, geboren. Ebenfalls 1933 erfolgte die Berufung zum Professor an die Vereinigten Staatsschulen in Berlin. Von 1933 bis 1936 war Lenk Mitglied des Präsidialrates der Reichskammer der bildenden Künste, und 1934 gehörte er zu den 37 Unterzeichnern des Aufrufs der Kulturschaffenden zur Unterstützung des Diktators Adolf Hitler.
1933 nahm er an der umstrittenen und von den Nationalsozialisten zeitweilig geschlossenen Ausstellung 30 Deutsche Künstler in der Galerie Ferdinand Möller in Berlin teil. 1935 hatte er eine Doppelausstellung mit dem von den Nationalsozialisten verfemten Otto Dix in der Galerie Nierendorf Berlin. Aber er konnte in der Zeit des Nationalsozialismus auch an mehr als 20 Ausstellungen teilnehmen, die dem Staat genehm waren. 1936 wurde Lenk Vorstandsmitglied der Berliner Secession und 1937 Mitglied der Preußischen Akademie der Künste. In den folgenden Jahren reiste er zu Studienzwecken ins Vogtland, nach Thüringen, auf die Insel Amrun nach Schlesien sowie an den Bodensee und in den Hegau. 1937 verweigerte er eine Beteiligung an der Großen Deutschen Kunstausstellung in München. 1943 erwarb das Museum der Stadt Trier Arbeiten Lenks.
Eine Studienreise führte Lenk 1934 zusammen mit Otto Dix in den Hegau. Lenk setzte sich für verfolgte Kollegen ein und legte sein Lehramt an den Vereinigten Staatsschulen aus Protest gegen die Diffamierung von Kollegen und gegen die repressive „Kunstpolitik“ im Dritten Reich nieder. Lenk zog sich 1938 nach Orlamünde in Thüringen zurück. 1944 zog er nach Wilhelmsdorf (Württemberg), später wohnte er in Großheppach, bis er 1948 in Fellbach ansässig wurde. 1950 erhielt er einen Lehrauftrag am Carnegie Institute in Pittsburgh (Vereinigte Staaten). 1959 ließ sich Lenk in Schwäbisch Hall nieder, wo er Kulturbeauftragter der Stadt wurde.
Das Hällisch-Fränkische Museum in Schwäbisch Hall zeigte 2017 unter dem Titel Franz Lenk 1898–1968 Landschaft Architektur Stillleben eine Auswahl selten oder nie gezeigter Werke aus eigenen Beständen und aus dem Nachlass des Künstlers.

## Bilder und Gemälde
- Stilleben mit gelber Tüte, 1927, Kunsthalle Mannheim
- Porträt Lotte Durst, 1928, Hessisches Landesmuseum Darmstadt